# Rozygrysj (film fra 2008)
Rozygrysj (russisk: Розыгрыш) er en russisk spillefilm fra 2008 af Andrej Kudinenko.

## Medvirkende
- Jevgenij Dmitrijev – Oleg Komarov
- Ivan Aleksejev – Igor Glusjko
- Marija Gorban – Tanja Nesterova
- Klavdija Korsjunova – Taja Petrova
- Donatas Grudovich – Ilja Korbut